# Chobienia
Chobienia (in tedesco: Köben) è un villaggio di 650 abitanti del distretto amministrativo di Rudna, nel distretto di Lubin, nel Voivodato della Bassa Slesia, nella Polonia sud-occidentale.
Si trova 25 km a nord-est da Lubin e 63 km a nord-ovest dal capoluogo regionale, Breslavia.
Il villaggio ha 650 abitanti.
A Chobienia è presente un castello rinascimentale ove soggiornò Federico II di Prussia dopo la battaglia di Kunersdorf nel 1759.
È inoltre il villaggio natale del compositore Johann Heermann (1585-1647).